# Arleuf
Arleuf ist eine französische Gemeinde mit etwa 641 Einwohnern (Stand 1. Januar 2022) im Département Nièvre in der Region Bourgogne-Franche-Comté; sie gehört zum Arrondissement Château-Chinon (Ville) und zum Gemeindeverband Communauté de communes du Haut Morvan.

## Geografie
Arleuf liegt rund 66 Kilometer östlich der Stadt Nevers und rund 24 Kilometer nordwestlich der Kleinstadt Autun im Osten des Départements Nièvre. Die Gemeinde liegt innerhalb des Regionalen Naturparks Morvan.
Nebst dem Dorf Arleuf gibt es zahlreiche Weiler und Einzelgehöfte verstreut über das Gemeindegebiet. Bei der D177 liegt an der Westgrenze der Gemeinde der Teich Étang d’Yonne.

## Geschichte
Das Gemeindegebiet ist bereits seit langer Zeit besiedelt. Dies belegen unter anderem die Überreste eines Theaters aus gallo-römischer Zeit (2./3. Jahrhundert). Erstmals namentlich erwähnt wird der Ort im Jahr 1317 unter dem Namen Arido Loco. Im Mittelalter war Arleuf Lehensgebiet der Seigneurie de La Tournelle und bis 1789 Teil des Herzogtums Burgund. Die Mechanisierung der Landwirtschaft und fehlende Industrie führte zu einer starken Abwanderung im späten 19. Jahrhundert und im 20. Jahrhundert. Die Gemeinde gehörte von 1793 bis 1801 zum District Château-Chinon. Zudem war sie von 1793 bis 1801 Kantonshauptort des Kantons Arleuf. Seit 1801 gehört die Gemeinde zum Kanton  Château-Chinon (zeitweise: Château-Chinon (Ville)). Im Jahr 1870 trat Arleuf einen Teil des Gemeindegebiets an die neue Gemeinde Fâchin ab.

## Bevölkerungsentwicklung
| Jahr                       | 1793 | 1800 | 1806 | 1821 | 1831 | 1851 | 1861 | 1876 | 1881 | 1962 | 1968 | 1975 | 1982 | 1990 | 1999 | 2006 | 2012 |
| Einwohner                  | 2050 | 2180 | 2161 | 2676 | 2442 | 3140 | 3053 | 2575 | 2830 | 1158 | 1166 | 1019 | 864  | 863  | 800  | 786  | 824  |
| Quellen: Cassini und INSEE |      |      |      |      |      |      |      |      |      |      |      |      |      |      |      |      |      |

## Sehenswürdigkeiten
- Romanische Dorfkirche Saint-Pierre (teilweise Neubau aus dem Jahr 1891)[1]
- gallo-römisches Theater von Les Bardais[2]
- Radarturm
- Schloss Château de La Tournelle aus dem 18. Jahrhundert
- mehrere Wegkreuze und ein Gipfelkreuz auf einem Hügel östlich des Dorfs Arleuf
- mehrere Lavoirs